# Copa Latina 1952
La Copa Latina de 1952 fue la cuarta edición de la Copa Latina, un torneo de fútbol organizado por las federaciones nacionales de España (RFEF) —promotora del evento—, Italia (FIGC), Francia (FFF), Portugal (FPF) y avalado por la FIFA para designar a la mejor asociación y club del sur de Europa.
El equipo vencedor de esta cuarta edición fue el Club de Fútbol Barcelona tras vencer al local Olympique Gymnaste Club de Nice en el estadio Parque de los príncipes por un gol a cero. En esta cuarta edición se anotaron un total de 18 goles en 4 partidos arrojando una media de 4,5 goles por encuentro.
A su finalización España cerró el ciclo con doce puntos, por lo que conquistó el primer título en juego, por diez de Francia y nueve de Italia y Portugal.

## Desarrollo
La edición de 1952 fue el último torneo del ciclo, y el que dilucidó al vencedor final. Tras estar empatados españoles y portugueses a puntos, sería además definitoria. Sin embargo, al no superar los lusos las semifinales, el título se decantó del lado hispano antes de jugarse la final. Se disputó en la región que faltaba, Francia, y acudieron todos los campeones nacionales. Fue el año de un C. F. Barcelona liderado por Ladislao Kubala y dirigido por su suegro Ferdinand Daučík y que fue conocido posteriormente el legendario «Barça de las Cinco Copas».

### Participantes
La Olympique Gymnaste Club de Nice y la Juventus Football Club debutaban en la competición.
Nota: Nombres y banderas de clubes según la época.
| Equipos participantes                                                                                      | |
| Semifinales                                                                                                | (Condición) |
| Club de Fútbol Barcelona Olympique Gymnaste Club de Nice Juventus Football Club Sporting Clube de Portugal | Campeón de España (Primera División 1951-52) Campeón de Francia (Division 1 1951-52) Campeón de Italia (Serie A 1951-52) Campeón de Portugal (Primeira Divisão 1951-52) |

## Fase final
Tras vencer 4-2 a la Juventus Football Club, el C. F. Barcelona se proclamó vencedor al derrotar por 1-0 al O. G. C. Nice.
España acumulaba dos victorias finales, adjudicándose así el primer trofeo en liza en propiedad al acumular 12 puntos. Francia, sin títulos cerró su clasificación del ciclo con diez puntos, uno por delante de los logrados por Portugal e Italia, que sin embargo consiguieron las dos victorias restantes.

### Eliminatorias
|  | Semifinales         | Semifinales         |   |                     | Final               | Final |  |
|  |                     |                     |   |                     |                     |       |  |
|  |                     |                     |   |                     |                     |       |  |
|  | 24 de junio (París) |                     |   |                     |                     |       |  |
|  | C. F. Barcelona     | 4                   |   |                     |                     |       |  |
|  | Juventus F. C.      | 2                   |   |                     |                     |       |  |
|  |                     |                     |   |                     |                     |       |  |
|  |                     |                     |   |                     | 29 de junio (París) |       |  |
|  |                     |                     |   |                     | C. F. Barcelona     | 1     |  |
|  |                     | O. G. C. Nice       | 0 |                     |                     |       |  |
|  |                     |                     |   |                     |                     |       |  |
|  |                     |                     |   |                     |                     |       |  |
|  |                     |                     |   |                     | Tercer lugar        |       |  |
|  | 25 de junio (París) | 25 de junio (París) |   | 24 de junio (París) | 24 de junio (París) |       |  |
|  | O. G. C. Nice       | 4                   |   | Juventus F. C.      | 3                   |       |  |
|  | S. C. Portugal      | 2                   |   |                     | S. C. Portugal      | 2     |  |

## Partidos
El Niza debutó goleando al Sporting por 4-2. Ben Tifour centró y Carré abrió el marcador. 1 a 0. Ben Tifour centro e Carniglia hizo el segundo. Ben Tifour para Courteaux. 3 a 0. Corner tirado por Nobre, gol de Alves. 3 a 1. Albano en una jugada individual. 3 a 2. Belver para Carre. 4 a 2. El Barcelona debutó goleando 4-2 a la Juventus. Kubala para Manchón. 1 a 0. Basora 2 a 0. Boniperti rebota en un disparo de Hansen. 2 a 1. Kubala sufre un penalti, lo cobra él mismo y lo convierte. 3 a 1. Kubala para Basora. 4 a 1. Hansen sufre un penalti, él mismo dispara y Ramalletes defiende. Queda 4 a 1. Mari a Boniperti. 4 a 2. No hay registro de las jugadas de los goles en la disputa por el tercer puesto.
Barcelona 1-0 contra Niza. Kubala lanza una falta y César cabecea en el gol del título.

#### Semifinales
| 24 de junio de 1952 | C. F. Barcelona                          | 4:2 (2:1) | Juventus F. C.    | Parque de los Príncipes, París |                               |
|                     | Manchón 3' · Basora 24' 56' · Kubala 51' | Reporte   | 41' 82' Boniperti | Árbitro(s): Raymond Vicentini  | Árbitro(s): Raymond Vicentini |

| 25 de junio de 1952 | O. G. C. Nice                                 | 4:2 (3:0) | S. C. Portugal          | Parque de los Príncipes, París |                           |
|                     | Carré 8' n/d' · Carniglia 20' · Courteaux 43' | Reporte   | 62' Alves · 64' Pereira | Árbitro(s): Ricardo Pieri      | Árbitro(s): Ricardo Pieri |

#### Tercer puesto
| 28 de junio de 1952 | Juventus F. C.                        | 3:2 (3:1) | S. C. Portugal  | Parque de los Príncipes, París   |                                  |
|                     | Boniperti 5' · Hansen 7' · Vivolo 15' | Reporte   | 30' 78' Martins | Árbitro(s): Manuel Asensi Martín | Árbitro(s): Manuel Asensi Martín |

#### Final
|    | POR | Antoni Ramallets  |  |
|    | DEF | Cheché Martín     |  |
|    | DEF | Gustavo Biosca    |  |
|    | DEF | Josep Seguer      |  |
|    | MED | Andreu Bosch      |  |
|    | MED | Emilio Aldecoa    |  |
|    | DEL | Jaime Escudero    |  |
|    | DEL | Eduardo Manchón   |  |
|    | DEL | Estanislao Basora |  |
|    | DEL | César Rodríguez   |  |
|    | DEL | Ladislao Kubala   |  |
|    |     |                   |  |
| DT | DT  | Ferdinand Daučík  |  |

|    | POR | Marcel Domingo    |  |
|    | DEF | Guy Poitevin      |  |
|    | DEF | Pancho González   |  |
|    | DEF | Alphonse Martínez |  |
|    | DEF | Mohamed Firoud    |  |
|    | MED | Antoine Bonifaci  |  |
|    | MED | Abdel Ben-Tifour  |  |
|    | DEL | Jean Belver       |  |
|    | DEL | Désiré Carré      |  |
|    | DEL | Jean Courteaux    |  |
|    | DEL | Victor Nurenberg  |  |
|    |     |                   |  |
| DT | DT  | Nouma Andoire     |  |

|  | 20' | César Rodríguez | 1-0 |

| Árbitro | Reis Santos Reporte |

|    | POR | Antoni Ramallets  |  |
|    | DEF | Cheché Martín     |  |
|    | DEF | Gustavo Biosca    |  |
|    | DEF | Josep Seguer      |  |
|    | MED | Andreu Bosch      |  |
|    | MED | Emilio Aldecoa    |  |
|    | DEL | Jaime Escudero    |  |
|    | DEL | Eduardo Manchón   |  |
|    | DEL | Estanislao Basora |  |
|    | DEL | César Rodríguez   |  |
|    | DEL | Ladislao Kubala   |  |
|    |     |                   |  |
| DT | DT  | Ferdinand Daučík  |  |

|    | POR | Marcel Domingo    |  |
|    | DEF | Guy Poitevin      |  |
|    | DEF | Pancho González   |  |
|    | DEF | Alphonse Martínez |  |
|    | DEF | Mohamed Firoud    |  |
|    | MED | Antoine Bonifaci  |  |
|    | MED | Abdel Ben-Tifour  |  |
|    | DEL | Jean Belver       |  |
|    | DEL | Désiré Carré      |  |
|    | DEL | Jean Courteaux    |  |
|    | DEL | Victor Nurenberg  |  |
|    |     |                   |  |
| DT | DT  | Nouma Andoire     |  |

|  | 20' | César Rodríguez | 1-0 |

| Árbitro | Reis Santos Reporte |

|                                           |
| Bandera de España                         |
| Campeón C. F. BARCELONA (RFEF) 2.º título |

## Estadísticas

### Máximos goleadores

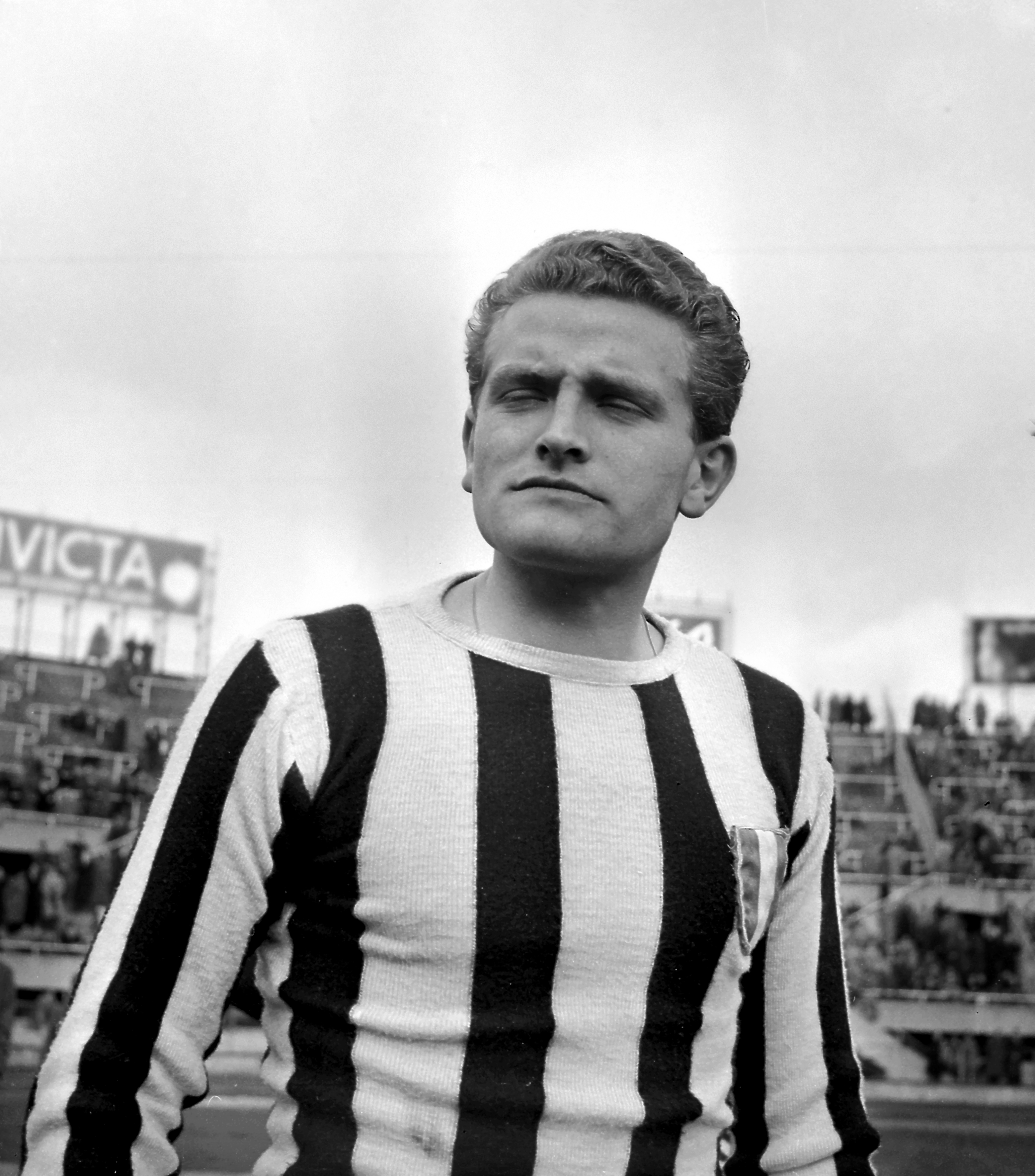
El italiano Giampiero Boniperti, de la Juventus de Turín, con tres goles, fue el máximo goleador de la copa.

| Jugador                 | Club                  | Goles | PJ |
| ----------------------- | --------------------- | ----- | -- |
| Giampiero Boniperti     | Juventus de Turín     | 3     | 2  |
| João Baptista Martins   | Sporting de Lisboa    | 2     | 1  |
| Estanislao Basora       | Fútbol Club Barcelona | 2     | 2  |
| Désiré Carré            | Nice                  | 2     | 2  |
| Luis Carniglia          | Nice                  | 1     | 1  |
| Pasquale Vivolo         | Juventus de Turín     | 1     | 1  |
| Veríssimo Martins Alves | Sporting de Lisboa    | 1     | 2  |
| Jean Courteaux          | Nice                  | 1     | 2  |
| Karl Aage Hansen        | Juventus de Turín     | 1     | 2  |
| Ladislao Kubala         | Fútbol Club Barcelona | 1     | 2  |
| Eduardo Manchón         | Fútbol Club Barcelona | 1     | 2  |
| Albano Narciso Pereira  | Sporting de Lisboa    | 1     | 2  |
| César Rodríguez         | Fútbol Club Barcelona | 1     | 2  |

### Máximos Asistentes
3 asistencias
- Ladislao Kubala
- Abdel Ben-Tifour

1 Asistencia
- Giacomo Mari
- Pacheco Nobre
- Jean Belver